# 韋伯斯特鎮區 (堪薩斯州威爾遜縣)
韋伯斯特鎮區（英語：Webster Township）是位於美國堪薩斯州威爾遜縣的一個行政鎮區。

## 地方資料
韋伯斯特鎮區的面積為77.32平方千米，當中陸地面積為76.42平方千米，而水域面積為0.90平方千米。根據2010年美國人口普查的數據，當地共有人口48人，而人口密度為每平方千米0.62人。

## 外部連結
- US-Counties.com
- City-Data.com （页面存档备份，存于）